# Jonathan Ashmore

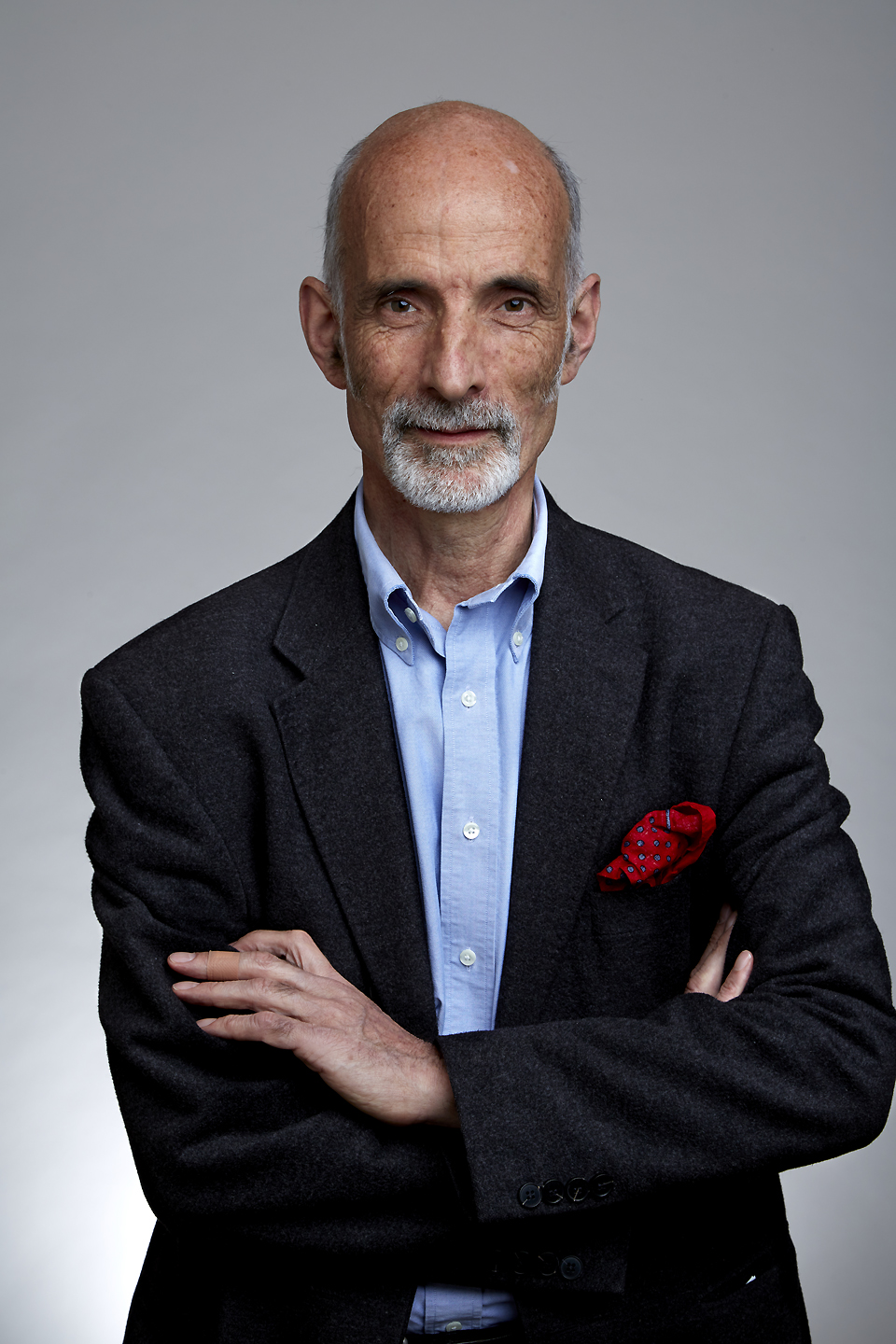
Jonathan Ashmore 2016

Jonathan Felix Ashmore (* 16. April 1948 in London) ist ein britischer Biophysiker.
Ashmore besuchte die Westminster School und studierte Mathematik und Physik an der University of Sussex (Bachelor 1968) und am Imperial College London, wo er 1971 bei Tom Kibble in theoretischer Physik promovierte. Zunächst befasste er sich mit Quantenfeldtheorie und war als Post-Doktorand bei Abdus Salam am ICTP in Triest. Danach wandte er sich der Biophysik zu und erhielt einen weiteren Master-Abschluss in Physiologie 1974 am University College London. Zunächst untersuchte er synaptische Mechanismen in der Retina, ab 1980 das Gehörsystem. Er war an der University of Sussex und an der University of Bristol, an der er 1983 Lecturer, 1988 Reader und 1993 Professor wurde. Ab 1996 lehrte er am University College London, wo er einer der Gründer von CoMPLEX (Centre for Mathematics and Physics in the Life and Experimental Sciences) und 2001 des Ear Institute ist und Bernard Katz Professor für Biophysik.
Er untersuchte die zellulären Mechanismen des Hörens im Innenohr (Cochlea) und den Mechanismus des cochleären Verstärkers in den äußeren Haarzellen. Diese kontrahieren und expandieren als Reaktion auf Schallreize (Wanderwelle im Innenohr), wobei Ionenflüsse wie die von Kalium eine Rolle spielen. Er filmte die Reaktion (Rock around the clock Haarzellen-Video). Ashmore verbindet er mathematische Modellierung mit Beobachtungen (konfokale Mikroskopie, Patch-Clamp-Techniken der Elektrophysiologie), wobei er häufig Meerschweinchen als Versuchstiere benutzt. Außerdem untersuchte er die Rolle von Kaliumkanälen beim Hören und Ursprung und Natur des Tinnitus.
1996 wurde er Fellow der Royal Society. 2017 hielt er die Croonian Lecture (Now you hear it, now you don’t: the neuroscience of deafness). Von 2012 bis 2014 war er Präsident der Physiological Society. Er ist Fellow der American Academy of Medical Sciences und der Royal Society of Biology.
Er ist der Sohn der Schauspielerin Rosalie Crutchley und des Schauspielers Peter Ashmore und spielte als Kind (Joe) im Film (Voller Wunder ist das Leben, A kid for two farthings, 1955).

## Schriften (Auswahl)
- mit R. W. Meech: Ionic basis of membrane potential in outer hair cells of guinea pig cochlea, Nature, Band 322, 1986, S. 368–371
- A fast motile response in guinea-pig outer hair cells: the cellular basis of the cochlear amplifier, The Journal of Physiology, Band 388, 1987, S. 323–347. PMID 3656195
- mit G. D. Housley: Direct Measurement of the Action of Acetylcholine on Isolated Outer Hair Cells of the Guinea Pig Cochlea, Proceedings of the Royal Society of London B: Biological Sciences, Band 244, 1991, S. 161–167.
- mit G. D. Housley: Ionic currents of outer hair cells isolated from the guinea-pig cochlea, The Journal of Physiology, Band 448, 1992, S. 73–98
- Cochlear Outer Hair Cell Motility, Physiological Reviews, Band 88, 2008, S. 173–210.